# Andreas Chrysostomou
Andreas Chrysostomou (Nicosia, 14 de enero de 2001) es un futbolista chipriota que juega en la demarcación de centrocampista para el Anorthosis Famagusta FC de la Primera División de Chipre.

## Selección nacional
Tras jugar con las categorías inferiores de la selección, finalmente el 25 de marzo de 2024 hizo su debut con la selección de Chipre en un partido amistoso contra Serbia que finalizó con un resultado de 0-1 a favor del combinado serbio tras el gol de Sergej Milinković-Savić.

## Clubes
| Club                    | País   | Año   | Partidos | Goles |
| ----------------------- | ------ | ----- | -------- | ----- |
| Anorthosis Famagusta FC | Chipre | 2021- | 76       | 6     |

## Palmarés

### Títulos nacionales
| Título         | Club                 | País   | Año  |
| -------------- | -------------------- | ------ | ---- |
| Copa de Chipre | Anorthosis Famagusta | Chipre | 2021 |